# 先端恐怖症
先端恐怖症または尖端恐怖症（せんたんきょうふしょう、英: Aichmophobia）は、限局性恐怖症の一種。針やピンといった先端が尖ったものが視界に入った時に強い精神的動揺を受ける。症状としては、尖ったものが目に向かってくるような錯覚を覚え、恐怖感により一時的に目が開けられなくなるなどが挙げられる。時には吐き気なども催す。